# Pristimantis glandulosus
Pristimantis glandulosus es una especie de anfibio anuro de la familia Craugastoridae.

## Distribución
Esta especie es endémica de la provincia de Napo en Ecuador. Habita entre los 2105 y 2890 m de altitud en la ladera oriental de la Cordillera Oriental.

## Publicación original
- Boulenger, 1880 : Reptiles et Batraciens recueillis par M. Emile de Ville dans les Andes de l'équateur. Bulletin de la Société Zoologique de France, vol. 5, p. 41-48[5]